# Ai-Todor
Ai-Todor är en herrgård på Krim. 

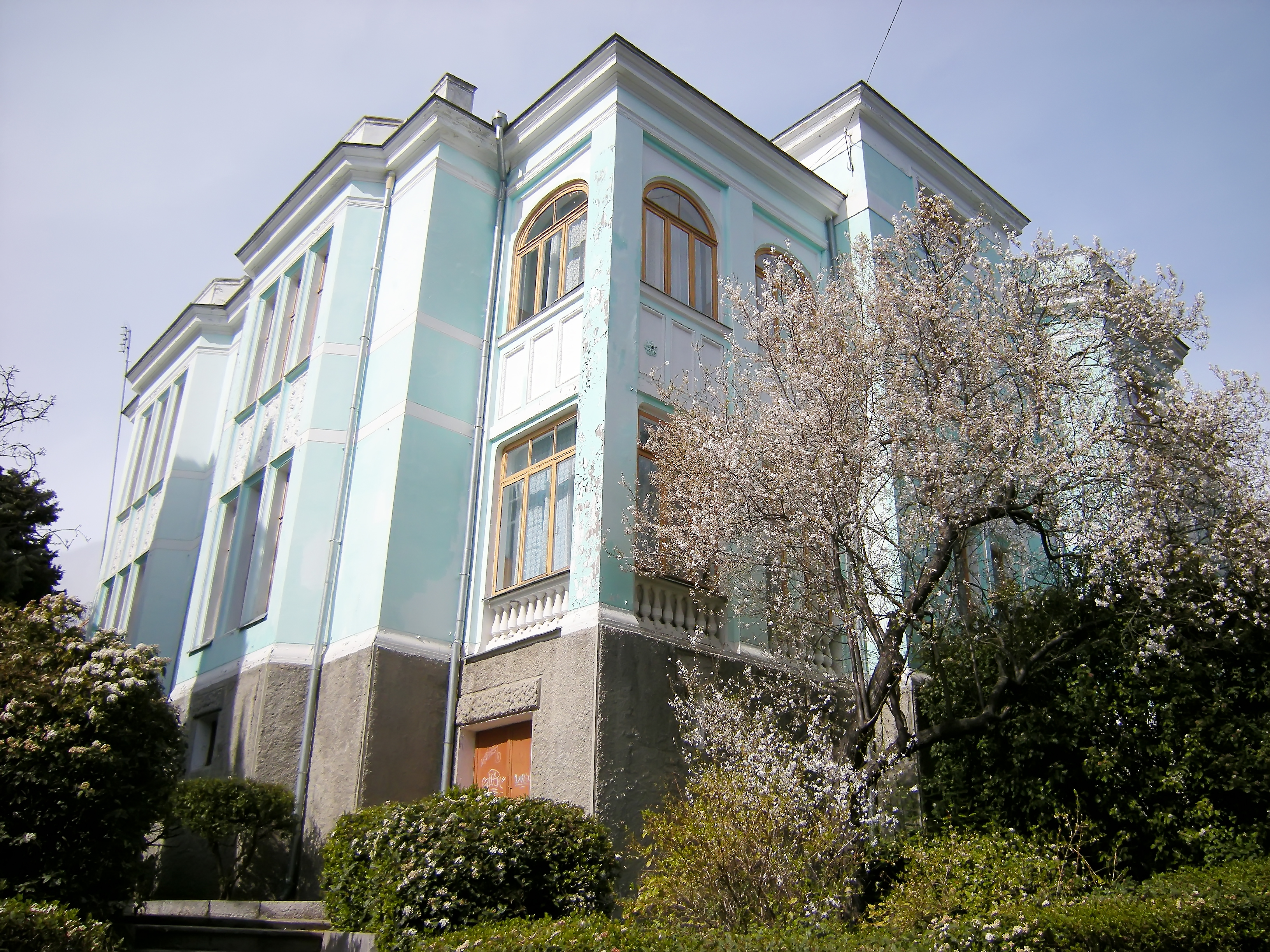
Детский дворец (арх. Н.Краснов)

Tomten köptes 1869 av storfurst Mikael Nikolajevitj av Ryssland, som gav den i gåva till sin fru. Mangårdsbyggnaden uppfördes på 1860-talet. 
Från 1894 användes det som sommarhus av hans son storfurst Alexander Michailovitj av Ryssland, gift med tsar Nikolaj II:s syster Xenia Alexandrovna av Ryssland. Det låg på gångavstånd till tsarens sommarhus, Livadiapalatset. Under ryska revolutionen befann sig Alexander och Xenia i husarrest där med bland andra änkejsarinnan Maria Fjodorovna mellan maj 1917 och april 1918, då de överfördes till Djulber. 
Under sovjettiden användes det som sanatorium för patienter med lungtuberkulos. Det undgick förstörelse under andra världskriget. 